# Novo Selo (Radoviš)
Pour les articles homonymes, voir Novo Selo.
Novo Selo (en macédonien Ново Село) est un village du sud-est de la Macédoine du Nord, situé dans la municipalité de Radovich. Le village ne comptait aucun habitant en 2002.